# Horace Howard Furness

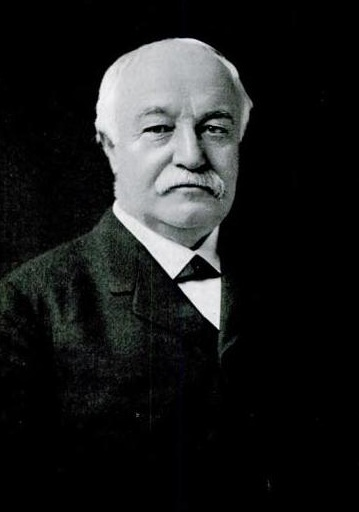
Horace Howard Furness

Horace Howard Furness (2. November 1833 in Philadelphia, Pennsylvania – 13. August 1912 in Wallingford, Pennsylvania) war der bedeutendste amerikanische Shakespearegelehrte des 19. Jahrhunderts.

## Leben und Werk
Furness war der Sohn des unitarischen Geistlichen und Abolitionisten William Henry Furness (1802–1896) sowie der Bruder des Porträtmalers William Henry Furness junior und des Architekten Frank Furness (1839–1912). 1854 erwarb er einen Abschluss an der Harvard University und studierte danach in Deutschland, unter anderem Malerei in Düsseldorf. Nach seiner Rückkehr in die USA wurde er 1859 in die „Philadelphia Bar Association“ aufgenommen, konnte aber wegen seiner zunehmenden Taubheit den Beruf des Juristen nicht mehr ausüben. Er heiratete Helen Kate Rogers, die Schwester von Fairman Rogers. Das Paar hatte vier Kinder.
1860 wurde Furness in der „Shakspere (sic!) Society of Philadelphia“ aufgenommen, einer Laienorganisation, die sich dem ernsthaften Studium der Werke Shakespeares widmete. Furness beschrieb diese später so:

„Jedes Mitglied hatte eine Ausgabe des Variorum von 1821, von dem wir annahmen, dass in ihm zu jedem Stück die gesamte Shakespearsche Überlieferung enthalten sei. Was seit dieser Zeit neu hinzugekommen war, fand sich in verschiedenen Auflagen und zahllosen literaturwissenschaftlichen Werken verteilt. Diese verstreuten Gegenstände zu sammeln war eine wirkliche Schinderei, aber notwendig, wenn man vermeiden wollte, dass alle Arbeit umsonst sein würde.“

Als Herausgeber des „New Variorum“ (manchmal auch „Furness Variorum“ genannt) fasste er alle Textvarianten und Kommentare zu den Werken von Shakespeare aus einem Zeitraum von mehr als 300 Jahren in einer einzigen Ausgabe zusammen. Furness arbeitete mehr als 40 Jahre an „seinem“ Variorum und vervollständigte die Ausgabe von 15 Dramen. Zusammen mit seiner Frau Helen Kate Furness (1837–1883) gab er eine Konkordanz zu Shakespeares Sonetten heraus. A Concordance to Shakespeare’s Poems (1874). Sein Sohn Horace Howard Furness, Jr. (1865–1930) wirkte als Mitherausgeber der späten Bände und setzte das Werk seines Vaters nach dessen Tod fort. Er gab fünf weitere Dramen heraus.
Furness war Dozent an der University of Pennsylvania, Vorsitzender des Gründungskomitees und langjähriger Treuhänder (1880–1904) ihrer Bibliothek. Sein Bruder Frank entwarf die Glasfenster der Bibliothek und Furness selbst suchte Shakespeare-Zitate dafür aus. Er beriet die Doktorandin Emily Jordan Folger, die zusammen mit ihrem Ehemann Henry Clay Folger die Folger Shakespeare Library in Washington, DC gründeten.
Ein Review im Blackwood’s Magazine aus dem Jahr 1890 gibt einen Eindruck von der Wertschätzung, die Furness von britischen Kritikern erfahren hat:

„Mit der Ausgabe der ‚The Variorum Edition of Shakespeare‘ hat Amerika die Ehre die beste und vollständigste Ausgabe unseres großen Dichters vorgelegt, die es bisher gibt. Text, Illustrationen, Kommentare und Kritik lassen keine Wünsche offen. Der Herausgeber mit der Geduld und Sorgfalt des Gelehrten einen Fleiss verbunden, dem nichts Wertvolles entgangen ist, was deutsche, französische und englische über Shakespeare geschrieben haben. Und genauswenig gering zu schätzen ist die Tatsache, dass er Kunstverständnis und Urteilsfähigkeit besitzt, mit dem Besten der antiken und der modernen Literatur vertraut ist und es versteht, all dies mit Erfolg zur Anwendung zu bringen.“
Die „Modern Language Association of America“ hat Furness Werk in der Absicht fortgesetzt, alle Dramen Shakespeares als Variorum neu herauszugeben.

## Ehrungen
1880 wurde Furness zum Mitglied der American Philosophical Society ernannt. 1897 wurde er in die American Academy of Arts and Sciences gewählt. Er wurde mit der Ehrendoktorwürde der Harvard University, der Universität Halle, der University of Pennsylvania, der Columbia University und der University of Cambridge ausgezeichnet. 1911 wurde er zum Mitglied der American Academy of Arts and Letters gewählt.

## Vermächtnis
- Die „Helen Kate Furness Free Library“[12] in Wallingford, Pennsylvania (benannt nach seiner Frau) wurde auf dem Gelände seines ehemaligen Landhauses „Lindenshade“ errichtet.
- Die Horace Howard Furness High School in South Philadelphia ist nach seinem Sohn benannt.
- Sein Sohn Horace Jr. vermachte die Shakespeare-Sammlung seines Vaters der University of Pennsylvania, deren „Horace Howard Furness Memorial Library“ beide ehrt.[13]

## New Variorum

### Herausgeberschaft Horace Howard Furness
- Romeo and Juliet (veröffentlicht 1871)
- Macbeth (1873)
- Hamlet vol. 1 (1877)
- Hamlet vol. 2 (1877)
- King Lear (1880)
- Othello (1886)
- Merchant of Venice (1888)
- As You Like It (1890)
- The Tempest (1892)
- A Midsummer Night’s Dream (1895)
- The Winter’s Tale (1898)
- Twelfth Night (1901)
- Much Ado About Nothing (1904)
- Love’s Labors Lost (1904)
- Anthony and Cleopatra (1907)
- Richard III (1908)
- Cymbeline (1913) (posthum veröffentlicht)

### Herausgeberschaft von H. H. Furness, Jr.
- Julius Caesar (1913)[14]
- Macbeth (überarbeitet)
- Merchant of Venice (überarbeitet)
- King John (1919)
- Coriolanus (1928)

## Sekundärliteratur
- Gibson, James M. The Philadelphia Shakespeare Story: Horace Howard Furness and the New Variorum Shakespeare (New York: AMS Press, 1990)
- Repplier, Agnes, "Horace Howard Furness," The Atlantic Monthly, November 1912.
- Williams, Talcott, "Appreciations of Horace Howard Furness: Our Great Shakespeare Critic," The Century Magazine, November 1912.